# Fernando Aguiar
Fernando João Lobo Aguiar, född 18 mars 1972, är en kanadensisk före detta fotbollsspelare.

## Karriär
I juni 2004 värvades Aguiar av Landskrona BoIS, där han skrev på ett tvåårskontrakt. Aguiar debuterade i Allsvenskan den 7 juli 2004 i en 1–1-match mot Örgryte IS, där han blev inbytt i den 74:e minuten. Aguiar fick problem med ett knä och gjorde under juli en knäoperation. Den 17 augusti 2004 meddelade Landskrona BoIS att de kommit överens med Aguiar om att bryta kontraket. Han spelade endast en match under sin tid i Landskrona.